# 蔣忠新
蔣忠新（1942年2月15日—2002年10月7日），故中國社會科學院亞洲太平洋研究所研究員，上海市人。

## 生平
北京大學東方語言文學系梵語巴利語專業畢業，師承金克木、季羨林。
他翻譯了《摩奴法論》，與黃寶生、郭良鋆夫婦合作翻譯了《佛本生故事選》。
他和郭良鋆是1980年代北京大學東方語言文學系梵語巴利語專業的主要教師。
曾在丹麥哥本哈根大學、美國哈佛大學、瑞士洛桑大學訪問研究。

## 外部連結
- 北京大學東方學研究中心蔣忠新資料網頁[永久]